# (16861) Lipovetsky
(16861) Lipovetsky – planetoida z pasa głównego asteroid okrążająca Słońce w ciągu 4 lat i 88 dni w średniej odległości 2,62 j.a. Została odkryta 27 grudnia 1997 roku przez Roya Tuckera. Przed nadaniem nazwy planetoida nosiła oznaczenie tymczasowe (16861) 1997 YZ11.